# Long Beach State Beach

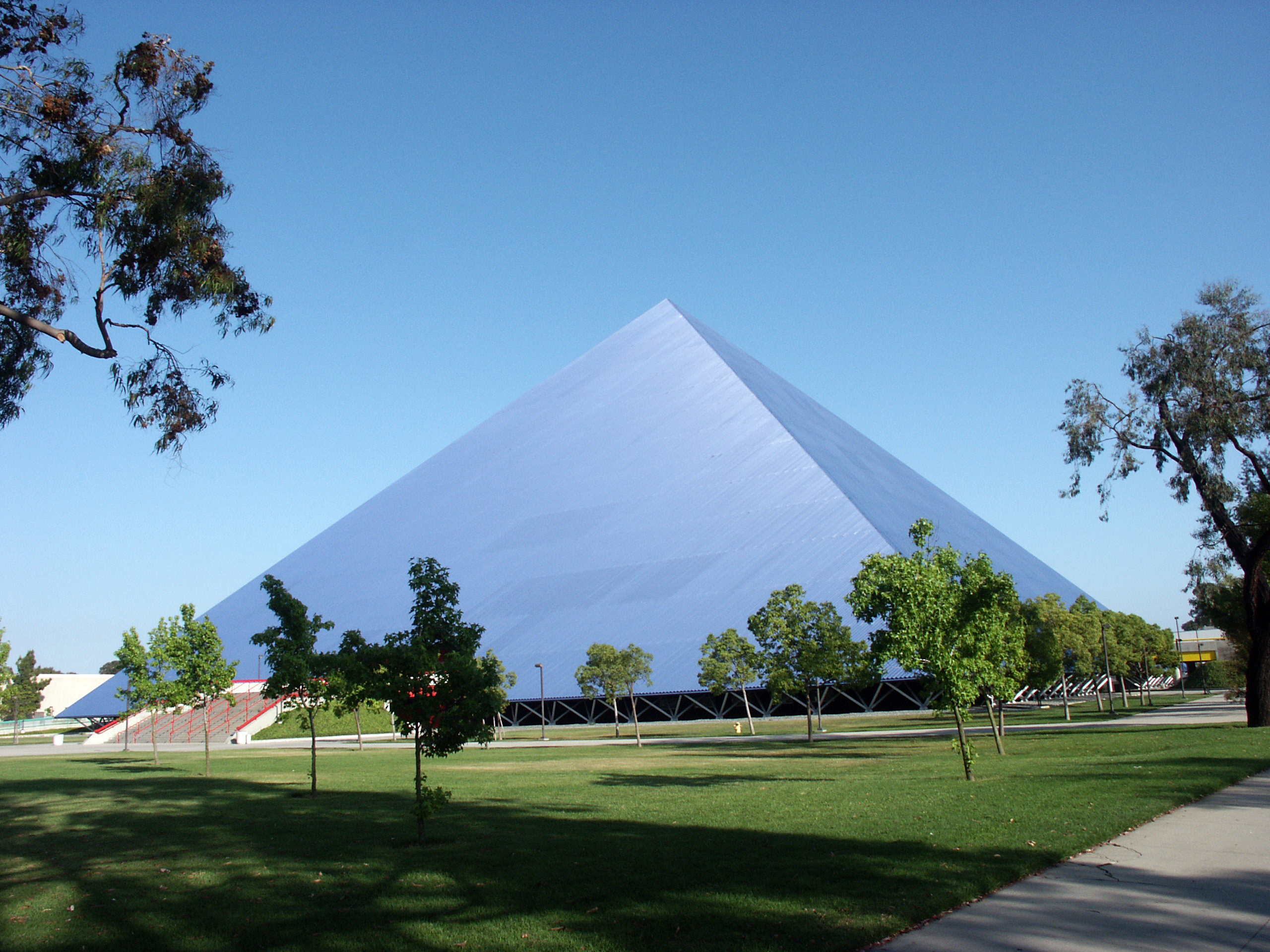
Walter Pyramid.

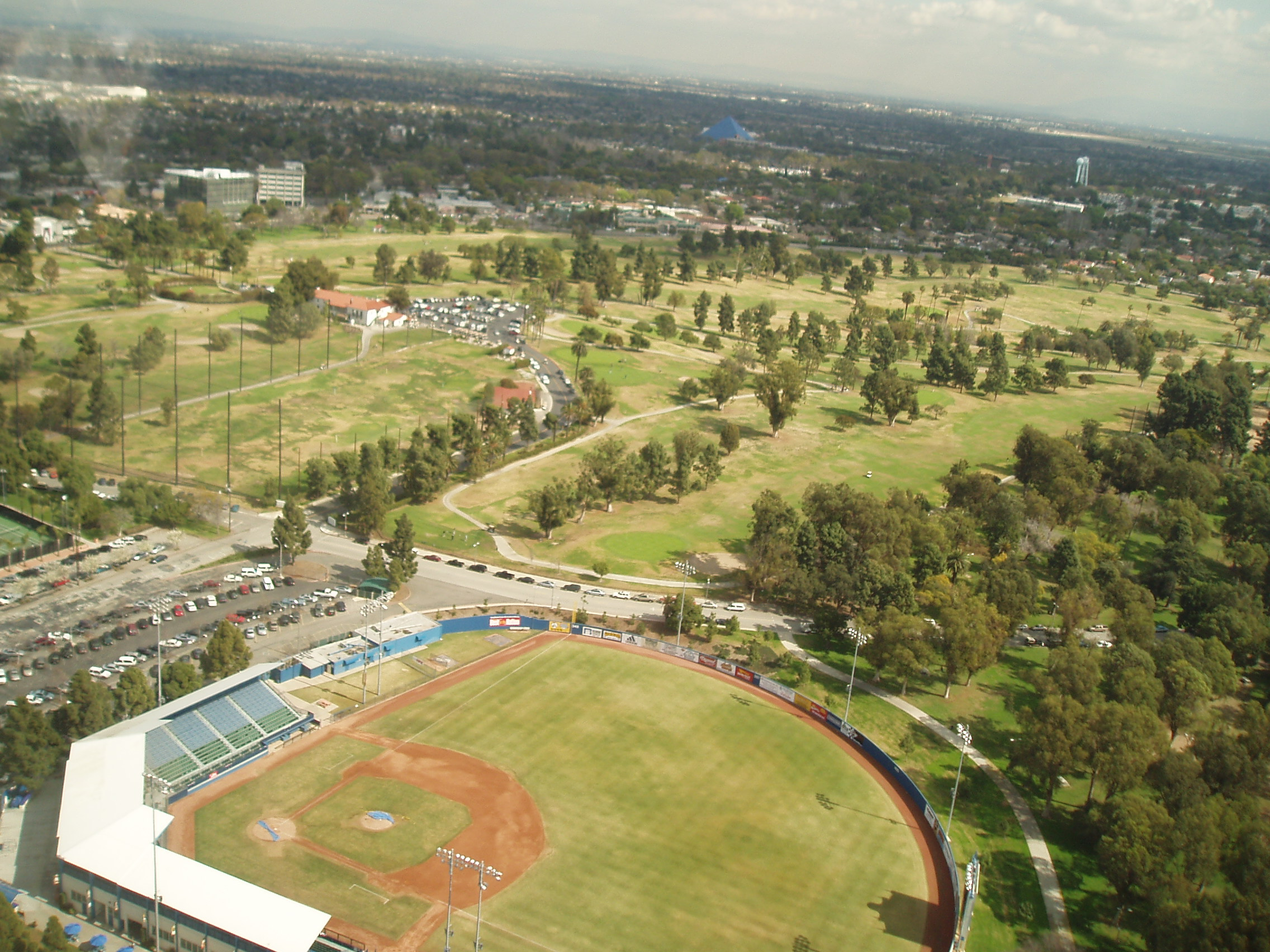
Blair Field.

Long Beach State Beach (español: La playa de la Estatal de California, Long Beach), antes conocidos como 49ers, es el equipo deportivo de la Universidad Estatal de California, Long Beach, perteneciente a la Universidad Estatal de California, situado en Long Beach (California), en el estado de California. Los equipos de los 49ers participan en las competiciones universitarias organizadas por la NCAA, y forman parte de la Big West Conference, a excepción de los equipos de waterpolo, atletismo y el equipo de voleibol masculino, que pertenecen a la Mountain Pacific Sports Federation. El equipo de béisbol recibe el apodo de los Dirtbags (español: Bolsas de basura).

## Apodo y mascota

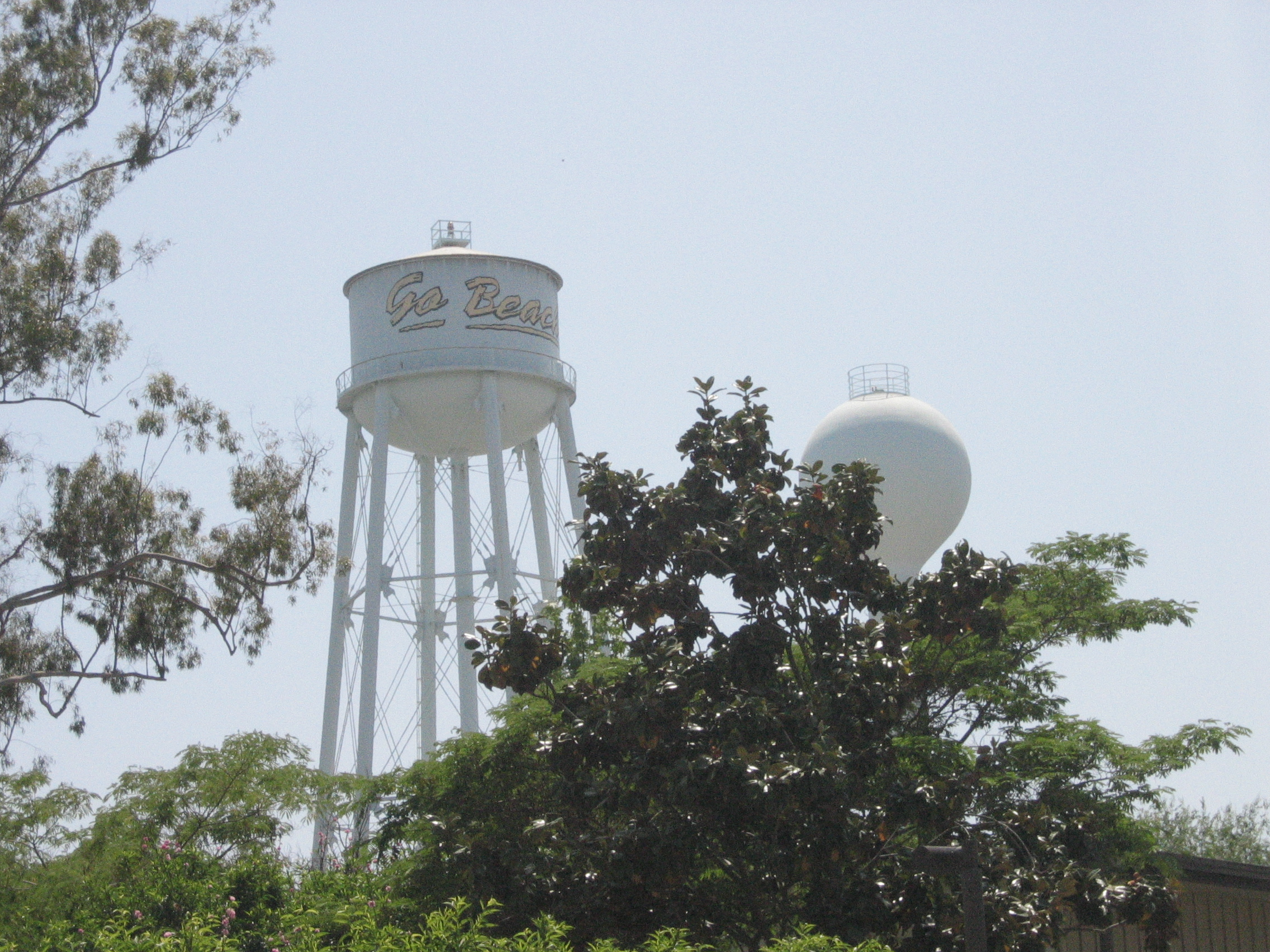
Depósito de agua, con la frase Go Beach!.

Todos los equipos de Long Beach State, a excepción del de béisbol, reciben el apodo de 49ers en referencia por un lado al año de la fundación de la universidad, 1949 y por otro por el mote que recibieron los buscadores de oro en la denominada fiebre del oro de California, en referencia al año de llegada a ese estado. El equipo de béisbol recibe el apodo de Dirtbags.
Además, se les suele conocer también extraoficialmente como "The Beach", a causa de ser el único equipo de la Costa Oeste que tiene esa palabra en su nombre. El grito de guerra, Go Beach! figura en el depósito de agua que se encuentra dentro de la propia universidad.
La mascota se llama Prospector Pete (español: Pete el buscador).

## Programa deportivo
Los 49ers participan en las siguientes modalidades deportivas:
| - Masculino - Baloncesto - Béisbol - Cross - Golf - Atletismo - Waterpolo - Voleibol | - Femenino - Baloncesto - Cross - Voleibol - Waterpolo - Fútbol - Atletismo - Softball - Tenis - Golf - Vóley playa |

### Baloncesto
El equipo masculino de baloncesto ha conseguido llegar en 8 ocasiones al Torneo de la NCAA, consiguiendo su mejor clasificación en 1974, cuando alcanzaron los cuartos de final. Además, han ganado en 9 ocasiones la fase regular de la Big West Conference y en 3 el torneo de la misma. Han jugado el NIT en 5 ocasiones y de su equipo han salido 15 All-Americans.
Un total de 29 jugadores de los niners han llegado a formar parte del Draft de la NBA, de los cuales 17 llegaron a jugar como profesionales. Destacan entre ellos Craig Hodges o Bryon Russell.

### Voleibol
El equipo femenino de voleibol es uno de los mejores de todo el país. Cada temporada figuran entre los 25 con más posibilidades de lograr el campeonato nacional, algo que ya ha sucedido en tres ocasiones, en 1989, 1993 y 1998. Por su parte, el equipo masculino ganó en 1991, 2018, 2019 llegando a la Final Four en otras ocho ocasiones.

### Béisbol
El equipo de béisbol es otro de los que más alegrías ha dado a la universidad. Desde la contratación de Dave Snow como entrenador en 1989, han conseguido aparecer en 16 de los últimos 19 Torneos de la NCAA, han ganado 8 torneos de la Big West Conference y se han clasificado en 4 ocasiones para las College World Series, las finales nacionales del torneo universitario.
29 de sus jugadores han llegado a jugar en las Ligas mayores de béisbol.

## Instalaciones deportivas
- Walter Pyramid. Es el pabellón donde se disputa el baloncesto y el voleibol. tiene una capacidad para 5.021 espectadores, siendo inaugurado el 30 de noviembre de 1994.[8]
- Blair Field. Con una capacidad para 3.238 espectadores, fue inaugurado en 1958. Está considerado como uno de los mejores campos universitarios de Estados Unidos.[9] En 1999 sufrió su última remodelación.
- George Allen Field. Es el estadio donde se disputa el fútbol femenino. tiene una capacidad para 1000 espectadores.